# Trest smrti na Ukrajině
Trest smrti na Ukrajině byl zrušen v roce 2000. K tomuto kroku byla Ukrajina zavázána v roce 1995 poté, co vstoupila do Rady Evropy. Parlament Ukrajiny přijal v roce 2000 novelu tehdy platného trestního zákoníku a trest smrti byl ze seznamu oficiální trestů Ukrajiny vynechán. Podle Amnesty International byla poslední poprava na Ukrajině vykonána v roce 1997.

## Historie
V roce 1995 vstoupila Ukrajina do Rady Evropy a jedním ze závazků spojených s tímto aktem bylo zrušení trestu smrti. I přes nátlak Rady Evropy a Evropské unie podnikla Ukrajina do září 1998 k jeho zrušení jen malé kroky . V roce 1999 Ústavní soud Ukrajiny rozhodl, že trest smrti je protiústavní. Parlament Ukrajiny v dubnu 2000 schválil dodatky k tehdy platnému trestnímu zákoníku a trest smrti byl škrtnut z oficiálního seznamu trestů používaných na Ukrajině, a to v době míru i za války. Ukrajina tak byla posledním členským státem Rady Evropy z bývalého východního bloku, který zrušil trest smrti.

## Znovuzavedení trestu smrti v Doněcké lidové republice a v Luhanské lidové republice
Doněcká lidová republika, samozvaný stát na území Ukrajiny v Doněcké oblasti, obnovil v roce 2014 trest smrti za vlastizradu, špionáž a vraždu politických vůdců. Již dříve byla Doněcká lidová republika obviněna z mimosoudních poprav. Trest smrti byl obnoven i v Luhanské lidové republice. První absolutní tresty byly uloženy v roce 2022. Dne 9. června 2022, po obležení Mariupolu během ruské invaze na Ukrajinu, byli k trestu smrti za "teroristické aktivity" odsouzeni britští dobrovolníci Aiden Aslin a Shaun Pinner a Maročan Brahim Saadoun. Později však byli propuštěni při výměně válečných zajatců mezi Ukrajinou a Ruskem. Trest smrti by měl být vykonáván od začátku roku 2025.